# Jaroslav Adam proti Slovaški
V primeru Jaroslava Adama proti Slovaški (pritožba št. 68066/12 z dnem 26.7.2016) je Evropsko sodišče za človekove pravice ugotovilo, da ni prišlo do nečloveškega ali ponižujočega ravnanja, vendar pa je bila preiskava pritožbe Jaroslava Adama nepravilno izvedena. 

## Ozadje primera
Jaroslav Adam je šestnajstletni slovaški državljan romskega izvora, ki je bil aretiran, skupaj s še dvema osumljencema, zaradi suma ropa. Obtožbe zaradi ropa so bile zavržene. Par tednov kasneje je gospod Adam vložil pritožbo ministrstvu za notranje zadeve, zaradi kršenja njegovih pravic med preiskavo, ki pa je bila zavrnjena. Kasneje se je pritožil še na ustavno sodišču, vendar so njegovo pritožbo tudi tam zavrnili. 
Jaroslav Adam zatrjuje, da je bil pretepen, natančneje oklofutan, prikrajšan za hrano in pijačo, podvržen psihičnemu pritisku in diskriminaciji na podlagi rase s strani policije med njegovim pridržanjem. Prav tako zatrjuje, da o njegovem pridržanju ni bil obveščen njegov zakoniti zastopnik in da je bila preiskava njegove pritožbe neustrezna.

## Postopek in odločitev ESČP
Osrednje vprašanje, na katerega je sodišče odgovarjalo je: "Ali je policija kršila pravice Jaroslava Adama in ali je bila preiskava njegove pritožbe neustrezno izvedena?" 
Evropsko sodišče za človekove pravice je ugotovilo, da se obtožbe Jaroslava Adama ne skladajo z dokazi. Ta je dejal, da je prejel udarec na desno lice medtem ko, je zdravnik podal izjavo, da mu je zateklo levo lice. Prav tako je primanjkovalo dokazov o drugih obtožbah, ki jih je podal gospod Adam. Kljub temu pa je sodišče opazilo, da organ, ki je preiskoval Adamove obtožbe, preiskave ni izvedel dovolj natančno. Še vedno so namreč ostale neskladnosti, ki so bile nerešene. Neodgovorjeno je ostalo vprašanje zateklega lica, saj pristojni organ ni zaslišal zdravnika, ki je obravnaval gospoda Adama, niti niso navzkrižno zaslišali vpletenih policistov ali izpeljali intervjuja z gospodom Adamom in policisti. Prav tako je ustavno sodišče popolnoma zanemarilo obtožbe gospoda Adama, da o njegovem pridržanju niso obvestili njegovega zakonitega zastopnika in da ni dobil hrane in pijače. Evropsko sodišče za človekove pravice je odločilo, da je prišlo do nepravilno izvedene preiskave.
Sodišče je odločilo, da ni prišlo do nečloveškega ali ponižujočega ravnanja, vendar pa je prišlo do nepravilne preiskave pritožbe gospoda Adama, zato mu mora Slovaška izplačati 1500 evrov za nepremoženjsko škodo in 3000 evrov za njegove stroške. 

## Glasovanje
Glasovalo je sedem sodnikov, to so bili L. Lopez Guerra, H. Jaederblom, H. Keller, B Lubarda, P. Pastor Vilanova, A. Polačkova in G. A. Serghides. Šest glasov proti enemu (G. A. Serghides) so odločili, da ni prišlo do nečloveškega in ponižujočega ravnanja in soglasno odločili, da je prišlo do nepravilne izvedene preiskave. 
Sodnik Serghides je podal svoje delno odklonilno ločeno mnenje.